# Ciało Chrystusa
Ciało Chrystusa – w teologii chrześcijańskiej termin mający trojakie znaczenie: realne ciało, jakie przyjął Chrystus poprzez wcielenie, przyjęty przez katolicyzm i prawosławie pogląd, że w Eucharystii obecny jest Chrystus w swoim Ciele, a także Kościół jako mistyczne Ciało Chrystusa.

## Realność ciała
Wiara chrześcijańska obejmuje pogląd, że Jezus, będąc Bogiem, przyjął poprzez wcielenie prawdziwe, ludzkie ciało. W takim ciele dożył do śmierci na krzyżu. Chrześcijanie sprzeciwiali się już od początków swojej doktryny poglądowi, że ciało Jezusa było tylko pozorne, ewentualnie, że Chrystus połączył się z ludzkim ciałem, które opuścił przed śmiercią i zmartwychwstaniem. Wobec tego zwalczali odmienne stanowisko zwane doketyzmem. Równocześnie chrześcijaństwo zakłada, że Chrystus we wcieleniu przyjmuje nie tylko ciało, ale także inne elementy człowieczeństwa związane z duchową sferą, w tym rozumną duszę. Sprzeciwia się w związku z tym apolinaryzmowi, który zakładał, że boska natura Jezusa dominuje nad jego ciałem, obejmującym sferę fizyczną i zmysłową, ale nie posiadającym duszy.
Ciało Chrystusa po zmartwychwstaniu nazywane jest w teologii katolickiej „chwalebnym” lub „uwielbionym” - dla pokreślenia jego transformacji i podlegania innym prawom, niż ziemskie (np. nagłe pojawianie się i znikanie, przenikanie przez przeszkody fizyczne).

## Eucharystia jako Ciało Chrystusa
W chrześcijaństwie od pierwszych jego wieków przyjmowano pogląd o realnej obecności Chrystusa w chlebie konsekrowanym podczas Eucharystii, wywodzony ze słów Jezusa „To jest Ciało moje” zapisanych w Nowym Testamencie. W XVI w. teolodzy protestanccy zaprezentowali stanowisko, iż obecność ta jest jedynie symboliczna (Huldrych Zwingli), czy też duchowa (Jan Kalwin). Sobór trydencki w 1551 orzekł w reakcji na Reformację, że „w Najświętszym Sakramencie Eucharystii zawarte są prawdziwie, rzeczywiście i substancjalnie ciało i krew wraz z duszą i Bóstwem Pana naszego Jezusa Chrystusa, a więc cały Chrystus”. Dla wyjaśnienia sposobu przemiany chleba w Ciało (a także wina w Krew) Chrystusa teologia katolicka wypracowała pojęcie transsubstancjacji (przeistoczenia).
Zobacz też: Uroczystość Najświętszego Ciała i Krwi Chrystusa (pot. Boże Ciało).

## Mistyczne Ciało Chrystusa
Rozumienie Kościoła jako Ciała Chrystusa ma korzenie u św. Pawła. Widział on we wszystkich ochrzczonych poszczególne członki Ciała Chrystusa (1 Kor 12, 12–31), a samego Chrystusa określał Głową Kościoła (Ef 1, 22, Kol 1, 18). Apostoł nigdzie nie określał jednak Ciała Chrystusa mianem mistycznego.
Kościół nie stosował w dokumentach sformułowania „mistyczne Ciało Chrystusa” aż do drugiej połowy XIX wieku. Terminu tego używali w swoich encyklikach Leon XIII (Satis cognitum) i Pius X (Ad diem illum laetissimum). Istotnym wkładem w rozumienie Kościoła jako Ciała mistycznego była encyklika Mystici Corporis Christi Piusa XII z 1943 roku. Papież uważał „mistyczne Ciało Chrystusa” za najtrafniejsze określenie Kościoła, jako że funkcjonują w nim pierwiastki widzialne i niewidzialne, a Chrystus podtrzymuje jego istnienie. Kościół jako mistyczne Ciało Chrystusa zachowuje, zdaniem Piusa XII, odrębność osób i jedność w działaniu.
Naukę o Kościele jako Ciele mistycznym rozwinął sobór watykański II oraz doktryna posoborowa. Według konstytucji Lumen gentium jedność między Chrystusem-Głową a członkami Kościoła jest nadprzyrodzona za sprawą Ducha Świętego. Jednocześnie Kościół jest dwojaką rzeczywistością, zarówno naturalną, jak i nadprzyrodzoną. Katechizm Kościoła katolickiego stanowi, iż Chrystus jest Głową Kościoła mając „pierwszeństwo we wszystkim” (1 Kol 1, 18) i rozdzielając posługi, Kościół zaś jest Ciałem Chrystusa, ponieważ „żyje dzięki Niemu, w Nim i dla Niego” (KKK 805), a jego członkowie są złączeni z cierpieniem Chrystusa. Katechizm stanowi ponadto, iż to Duch Święty jednoczy Chrystusa z wiernymi, buduje i ożywia Kościół. Szczególnie z Chrystusem łączą chrzest i Eucharystia.